# Armand Deperdussin

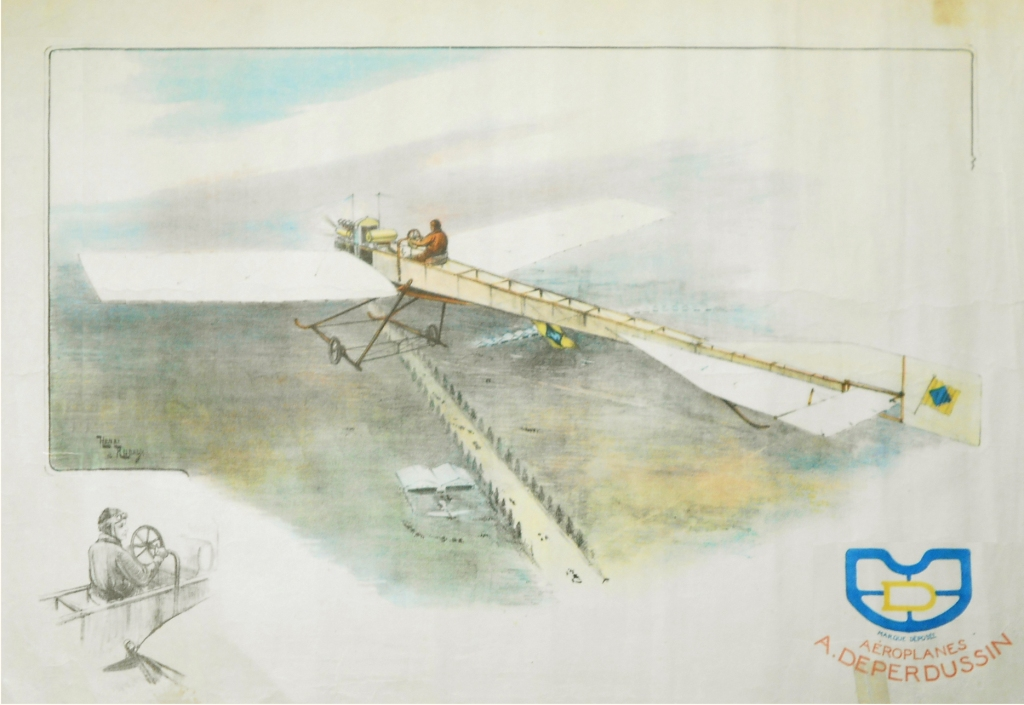
A. Deperdussin Monoplane.

Armand Jean Auguste Deperdussin (Paris 9e, 8 juillet 1864 – Paris 10e, 11 juin 1924) est un des constructeurs d’avions français d'avant la Première Guerre mondiale.
À l'origine de la prestigieuse firme aéronautique SPAD, il a possédé de 1912 à 1913 l'aérodrome de la Champagne, aérodrome privé moderne qui, bâti à partir de 1909 à l’emplacement de l’ancienne base aérienne 112 Reims-Champagne, a notamment hébergé l’une de ses écoles d’aviation.

## Biographie

### Origines
Né dans le 9e arrondissement de Paris, il est le fils d'un négociant : François Auguste Deperdussin, et de Marie Henriette Félicité Taconnet.

### Entrepreneur de la soie
On ne sait pratiquement rien de la jeunesse d'Armand Deperdussin ; représentant pour une société pharmaceutique belge, il revint s'établir à Paris en 1901 et fut employé de commerce d'un négociant en soie de la rue des Jeûneurs. Il sollicita une banque, le Comptoir industriel et colonial, pour financer son projet détaillé de concentration verticale du marché français de la soie,. Cet établissement bancaire lui prêta les fonds. En exactement dix années, de juillet 1903 à juillet 1913, Deperdussin s'imposa comme un magnat du marché de la soie, présentant un bilan de 20 200 000 FF[réf. nécessaire]. Ces chiffres étaient gonflés par divers artifices comptables, car au cours de cette décennie, l'industriel accumula les fausses factures, pour un montant estimé à 7 065 000 FF, dont environ 4 000 000 FF détournés à son propre profit.

### Avionneur
En 1909, il fonde avec l'artiste styliste Georges de Feure une société d'aéronautique, appelée De Feure & Deperdussin (DFD & Cie).
Fin 1910, deux modèles d'aéroplanes sortent des ateliers : le DFD1 et le DFD2.
De Feure, blessé lors des essais, se retire de l'affaire. Deperdussin s'associe alors à l'ingénieur Louis Béchereau, pour fonder la Société de production des aéroplanes Deperdussin (SPAD).
En 1912, il achète l'aérodrome de la Champagne, terrain d’aviation sur lequel il installa une société de constructions aéronautiques, soit une trentaine de hangars servant d’ateliers de construction, de conservation du matériel aérien et de bâtiments administratifs ou d’hébergement, avec l’une de ses écoles de pilotage.

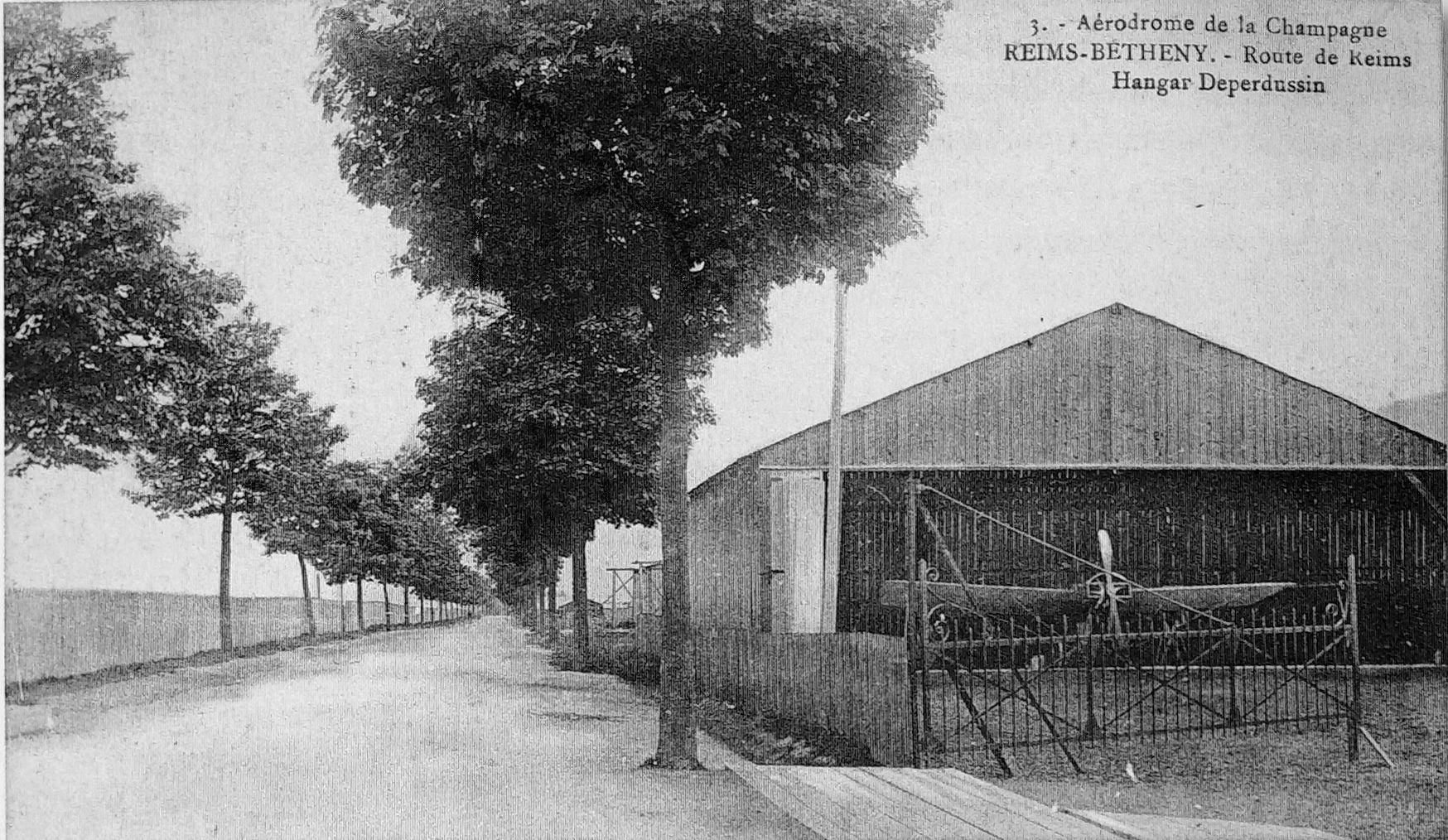
Hangars Deperdussin à l'aérodrome de la Champagne.

Créée en 1910, la SPAD connut un succès rapide grâce à Louis Béchereau, à qui Armand Deperdussin confia la conception des avions de la marque. Celui-ci conçut en effet des appareils « monocoques » – appareils dont l’originalité résidait notamment dans le fuselage, rigidifié par la coque elle-même et non plus par l’armature – dont les formes aérodynamiques offraient des performances inaccessibles jusqu’alors. Forte de collaborateurs dévoués et de choix techniques révolutionnaires, la maison Deperdussin remporta de nombreux prix, en particulier la fameuse coupe internationale d’aviation de vitesse Gordon-Benett de 1912 avec le pilote Jules Védrines et la coupe Gordon-Bennett de 1913, disputée à Reims et remportée par le Rémois Maurice Prévost avec plus de 203 kilomètres à l’heure. C'est avec un hydravion monocoque Deperdussin que Maurice Prévost remporte le 16 avril 1913 à Monaco la première épreuve de la Coupe Schneider.
Parvenu au premier rang de l’industrie aéronautique française, Deperdussin s'était lancé dans le music-hall, avait fondé un sanatorium privé et financé un institut de balnéothérapie. Il possédait le château des Barilliers, à Chambray-lès-Tours.
En reconnaissance des services qu'il avait rendus à l’aviation de guerre française en tant que créateur de plusieurs modèles d'aéroplanes, propriétaire et directeur de deux usines d'avions, et propriétaire du célèbre aérodrome de Champagne, le gouvernement français l'avait élevé au rang de chevalier de la Légion d'honneur,.

### Procès et suicide
Le 7 août 1913, la SPAD s'avéra incapable de rembourser ses créanciers et fut déclarée en faillite : elle est achetée par Louis Blériot (via Blériot Aéronautique), après un retentissant procès révélant une perte financière de plus de vingt-trois millions de francs. Deperdussin fut arrêté avec sa femme, ancienne vendeuse d’un grossiste en tissus, alors qu’ils prenaient la fuite. L’affaire Deperdussin fut jugée le 30 mars 1917 devant les Assises de la Seine. L’acte d'accusation reprochait à Deperdussin d’avoir abusé de sa position pour détourner d’énormes sommes d'argent à son profit : l’accusé, se disant accablé par la maladie, reconnut en bloc sa culpabilité ; quant à sa femme, qu’il avait épousée sous le régime de la séparation des biens, elle se trouvait désormais à la tête d’une immense fortune, son mari ayant mis les actifs de ses sociétés à son crédit. Armand Deperdussin fut condamné à quatre ans de prison avec sursis en mars 1917, malgré le soutien de plusieurs de ses anciens pilotes venus témoigner, en pleine guerre, en sa faveur.
En 1921, après quatre ans de détention préventive, Armand Deperdussin conservait encore à soixante ans un peu du « charme ensorceleur » de l’ancien placier. On le revoyait à Montmartre, en smoking, s’essayant à faire revivre, dans cette atmosphère de luxe, les splendeurs passées. Le lundi 9 juin 1924, il rentrait à son hôtel, décidé à mourir plutôt que de vivre misérablement. À neuf heures et demie du matin (les lettres qu'il a laissées en témoignent), il se suicide. Dans la soirée, un télégramme lui parvient : il est trouvé râlant, la tête traversée d’une balle de revolver, étendu dans le cabinet de toilette du petit appartement meublé qu’il habitait depuis six semaines au n° 3 de la rue Saint-Lazare. Deux lettres : l’une adressée à son ex-épouse (il avait divorcé en 1922), l’autre au commissaire du quartier, faisaient part de sa détermination. Transporté à l’hôpital Lariboisière, Armand Deperdussin y est mort à dix heures, au matin du 11 juin 1924.

## Distinctions
- Chevalier de la Légion d'honneur (décret du 11 juillet 1912). Il est décoré par Henri Laval le 10 octobre 1912.

## Avions Deperdussin
- Deperdussin Type B
- Deperdussin Monocoque

## Exploits aériens réalisés avec des appareils Deperdussin
- Le 2 mars 1912, Jules Védrines établit le nouveau record du monde de vitesse pure, soit 167,910 kilomètres à l’heure avec un monoplan Deperdussin à moteur rotatif Gnome[5].